# ザ・ブラックジャックス
ザ・ブラックジャックス（The Blackjacks）は、1970年代から1980年代にかけてアメリカ合衆国を中心に活躍したプロレスのタッグチーム。カウボーイ・ギミックのプロレスラーであるブラックジャック・マリガンとブラックジャック・ランザによって組まれた。

## メンバー
- ブラックジャック・マリガン（Blackjack Mulligan）
  - 身長：200cm、体重：140kg - 150kg。日本での異名は「黒い猛牛」。
- ブラックジャック・ランザ（Blackjack Lanza）
  - 身長：193cm、体重：115kg - 120kg。日本での異名は「黒い荒馬」。

## 来歴
1971年、AWA圏で結成される。もともとマリガンはビッグ・ボブ・ウインダム、ランザはカウボーイ・ジャック・ランザのリングネームでベビーフェイスのポジションにいたが、黒い口髭に黒いテンガロンハット、黒い革ベスト、黒いウエスタンブーツ、そして右掌には黒い革手袋（ブラックジャック）と、西部劇の悪漢をイメージした黒ずくめのカウボーイ系ヒールとしてブレイクした。
1971年11月6日、ミシガン州デトロイトにてウイルバー・スナイダー&ポール・クリスティを破り、インディアナ版のWWA世界タッグ王座を獲得。以降、WWAを主戦場に、シカゴやインディアナポリスなど各地でディック・ザ・ブルーザー&クラッシャー・リソワスキーの極道コンビと抗争を展開する。前王者のスナイダー、セーラー・アート・トーマス、ムース・ショーラック、カウボーイ・ボブ・エリス、カウボーイ・ビル・ワットらによるチームの挑戦も退け、1972年12月9日にブルーザー&クラッシャーに敗れるまで長期政権を築いた。1973年は2月から4月にかけてWWWFのペンシルベニアでの興行に単発出場した後、AWA圏に戻って7月14日にミルウォーキーにてビル・ロビンソン&ワフー・マクダニエルと対戦している。
翌1974年はテキサス東部のダラス地区（フリッツ・フォン・エリック主宰のNWAビッグタイム・レスリング）に参戦。同年1月22日、架空のトーナメント決勝戦にてワイルド・サモアンズを破ったとして、NWAアメリカン・タッグ王座を獲得。以降、ブラック・アンガス&イワン・プトスキー、ミル・マスカラス&ホセ・ロザリオ、ボブ・ループ&ジェリー・オーツ、ケン・パテラ&レッド・バスチェンなどのチームを退け、9月23日にフォートワースにてジョニー・バレンタイン&テキサス・マッケンジーに敗れるまでタッグ王者チームとして活躍した。戴冠中はテキサス西部のアマリロ地区（ザ・ファンクス主宰のNWAウエスタン・ステーツ・スポーツ）にも出場し、9月19日にドリー・ファンク・ジュニア&テリー・ファンクが保持していたインターナショナル・タッグ王座に挑戦している。
1975年、ニューヨークのWWWFに再登場（両者ともシングルでは過去にもWWWFに参戦したことがあるが、ブラックジャックスとしての本格参戦はこれが初）。キャプテン・ルー・アルバーノをマネージャーに迎え、8月26日にフィラデルフィアにてドミニク・デヌーチ&パット・バレットからWWWF世界タッグ王座を奪取する。以降、プトスキー&チーフ・ジェイ・ストロンボー、ディーン・ホー&トニー・ガレア、ゴリラ・モンスーン&ヘイスタック・カルホーン、ブルーノ・サンマルチノ&ボボ・ブラジルなどのチームと対戦。同じくアルバーノがマネージメントしていたイワン・コロフやバグジー・マグロー、バロン・シクルナとも共闘し、彼らを加えての6人タッグマッチにも出場。アンドレ・ザ・ジャイアントとも度々対戦した。11月8日にトニー・パリシ&ルイ・セルダンにタイトルを明け渡してからは、それぞれシングルでWWWFヘビー級王者サンマルチノに挑戦している。
このWWWF参戦を最後にチームを解散し、マリガンはシングルプレイヤーに転向してNWAの南部テリトリーやWWFで活躍。ランザはAWAに戻ってボビー・ダンカンを新パートナーにAWA世界タッグ王座を獲得するなど、それぞれ成功を収めた。その後、体調を崩して一時リングを離れていたランザが1983年に復帰した際、8月26日にセントルイスのキール・オーディトリアムにて8年ぶりにコンビを組み、ジェリー・ローラー&デビッド・フォン・エリックと対戦。翌1984年、古巣のAWAでチームを再結成。かつてのようなヒールではなく、ベビーフェイスのベテラン・コンビとして、ニック・ボックウィンクル&ハーリー・レイス、ボックウィンクル&スタン・ハンセン、アブドーラ・ザ・ブッチャー&ジェリー・ブラックウェルなどのチームと対戦した。
両者とも、右掌の革手袋を利用したクロー攻撃を得意としていた。2006年4月1日にはWWE殿堂に迎えられている。

### ニュー・ブラックジャックス
ブラックジャックスは1997年にWWFでリメイクされている。メンバーはマリガンの長男バリー・ウインダムとジャスティン・ブラッドショー（後にランザの義理の甥となるジョン・レイフィールド）で、チーム名も「ニュー・ブラックジャックス（The New Blackjacks）」と名付けられた。2人とも大型のテキサンでありビジュアル面でもマリガンとランザを踏襲。ベビーフェイスのチームとして、オーエン・ハート&ブリティッシュ・ブルドッグ、ヘンリー・O・ゴッドウィン&フィニアス・I・ゴッドウィン、ダグ・ファーナス&フィル・ラフォン、ネーション・オブ・ドミネーション、トゥルース・コミッションなどと抗争したが、オリジナル・ブラックジャックスのような成功は掴めず短期間で解散した。

## 追記
- 両者ともシングルでは度々来日しているが、タッグチームとしては一度も来日することがなかった。試合映像では1984年の再結成時、ジャイアント馬場以下全日本プロレスの主力選手がAWA圏に遠征していたこともあり、シカゴで行われたブラックジャックス対ハーリー・レイス&ニック・ボックウィンクル戦が全日本プロレス中継にて放送されたことがある。その縁でブラックジャックスの全日本参戦も噂されたが実現はしなかった（リメイク版のニュー・ブラックジャックスは、1997年に全日本の世界最強タッグ決定リーグ戦に来日している[13]）。
- ランザは1985年よりWWEのプロデューサーとして重職を担った。1986年にマシーン軍団がWWFに登場した際、体調を崩していたジャイアント・マシーン（アンドレ・ザ・ジャイアント）に代わるスーパー・マシーン（マスクド・スーパースター）のレギュラーパートナーが必要になった。人選を任されたランザは、スーパースターとはジム・クロケット・プロモーションズ以来の旧知の間柄でもあるマリガンをニューヨークに呼び寄せ、覆面レスラー「ビッグ・マシーン」への変身を委ねたという。

## マネージャー
- ボビー "ザ・ブレイン" ヒーナン（AWAとWWAでのマネージャー）
- キャプテン・ルー・アルバーノ（WWWFでのマネージャー）

## 獲得タイトル
ワールド・レスリング・アソシエーション
- WWA世界タッグ王座：1回
  - 1971年11月6日にウイルバー・スナイダー&ポール・クリスティから奪取し、1972年12月9日にディック・ザ・ブルーザー&クラッシャー・リソワスキーに敗れるまで保持[2]。

NWAビッグタイム・レスリング
- NWAアメリカン・タッグ王座：2回
  - 1974年1月22日、架空のトーナメント決勝戦にてワイルド・サモアンズを破ったとして戴冠、同年9月23日にテキサス・マッケンジー&ジョニー・バレンタインに敗れるまで保持（途中、7月22日にマッケンジー&ケン・パテラに敗れるが、タイトルは移動していないともされる）[5]。
- NWAテキサス・タッグ王座：1回
  - 1975年に獲得したが、WWWF入りに伴い同年に返上[14]。

WWWF / WWE
- WWWF世界タッグ王座：1回
  - 1975年8月26日にドミニク・デヌーチ&パット・バレットから奪取し、同年11月8日にトニー・パリシ&ルイ・セルダンに敗れるまで保持[7][8]。
- WWE殿堂：2006年度
  - インダクターはかつてのマネージャーであるボビー・ヒーナン[12]。